# Айка
Айка (на унгарски: Ajka) е град в област Веспрем, западна Унгария. Населението му е около 31 300 души (2004).
Разположен е на 262 метра надморска височина в Среднодунавската низина, на 26 километра северозападно от езерото Балатон и на 66 километра южно от Дьор. Селището се споменава за пръв път през 1214 година и носи името на местен благороднически род. Остава малко село до началото на 60-те години на XX век, когато там е изграден голям металургичен завод за производство на алуминий. През 2010 година в завода става тежка промишлена авария с изтичане на отпадъчни материали в околността.